# Bigelow Aerospace
Bigelow Aerospace es una empresa privada fundada por el magnate hotelero Robert Bigelow con el objetivo de fabricar estaciones espaciales para uso comercial. La compañía tiene su base y fábrica de ensamblaje cerca de Las Vegas, con una planta de construcción en Houston y oficinas en Washington D. C..
La compañía prevé que las tecnologías que está desarrollando baje los costes de acceso al espacio. Esperan que la reducción de precios permita que otras empresas privadas les compren las estaciones para fines comerciales (hoteles, fábricas, etc.). La idea clave en la que Bigelow Aerospace basa su diseño es que sus módulos no son rígidos sino expandibles. El módulo se lanza al espacio plegado y, una vez allí, se expande hasta alcanzar su tamaño definitivo. Este sistema permite que, para el mismo peso, un módulo inflable sea mucho más grande que uno rígido.
De momento la compañía ya ha lanzado los dos primeros prototipos. Se esperan tres prototipos más antes de que, hacia el 2015, pueda comenzar a funcionar el primer "hotel espacial".
El módulo de actividad ampliable de Bigelow fue lanzado el 8 de abril de 2016 en un Falcon 9.

## Orígenes del proyecto

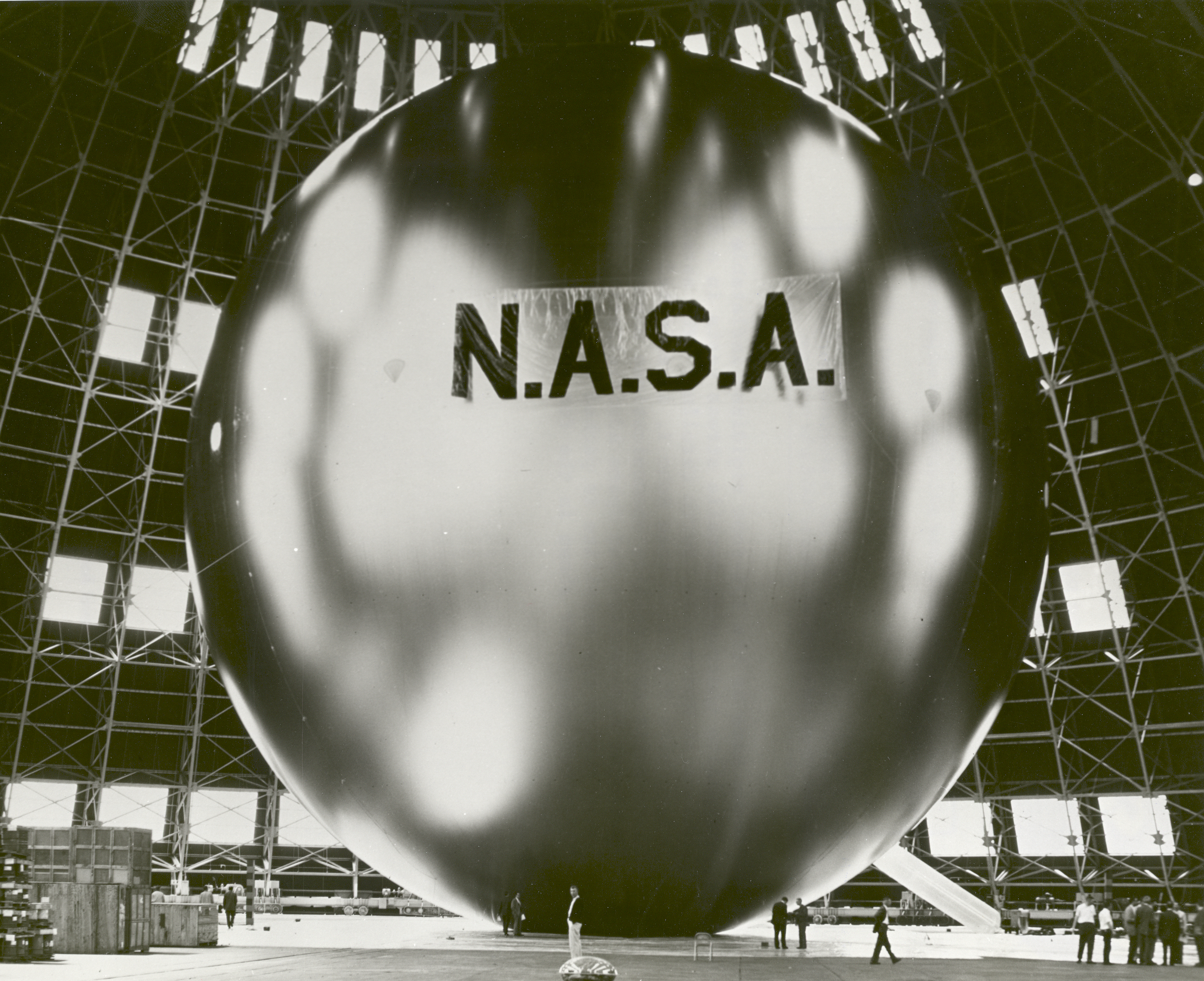
El Echo II sometido a pruebas de inflado en tierra.

La idea de lanzar una estructura inflable al espacio no es nueva. La NASA ya lo hizo con los satélites de comunicaciones Echo el año 1960. Además, varias sondas han sido equipadas con airbags para aterrizar en Marte como la Mars 96, la Mars Pathfinder o los todoterrenos Spirit y Opportunity.
En la década de los 90 la NASA intentó desarrollar un módulo inflable para la Estación Espacial Internacional llamado Transhab. El Transhab iba a utilizar una tecnología innovadora: el módulo, en vez de ser rígido, iba a ser inflable. La principal ventaja de un módulo inflable es que resulta mucho más ligero que uno rígido, ya que se puede lanzar plegado. A simple vista puede parecer que un módulo inflable resultará menos seguro que uno rígido, sin embargo la adición de múltiples capas de material hacen que, según Bigelow, estos módulos sean más seguros que los convencionales.
Los sobrecostes de la estación y del propio módulo hicieron que el Transhab se cancelara antes de ver la luz. Con la cancelación definitiva del proyecto en el año 2000, Bigelow Aerospace compró a la NASA los derechos de patente y desde entonces ha venido desarrollando su proyecto de módulo inflable.

## Inversión y filosofía de la empresa

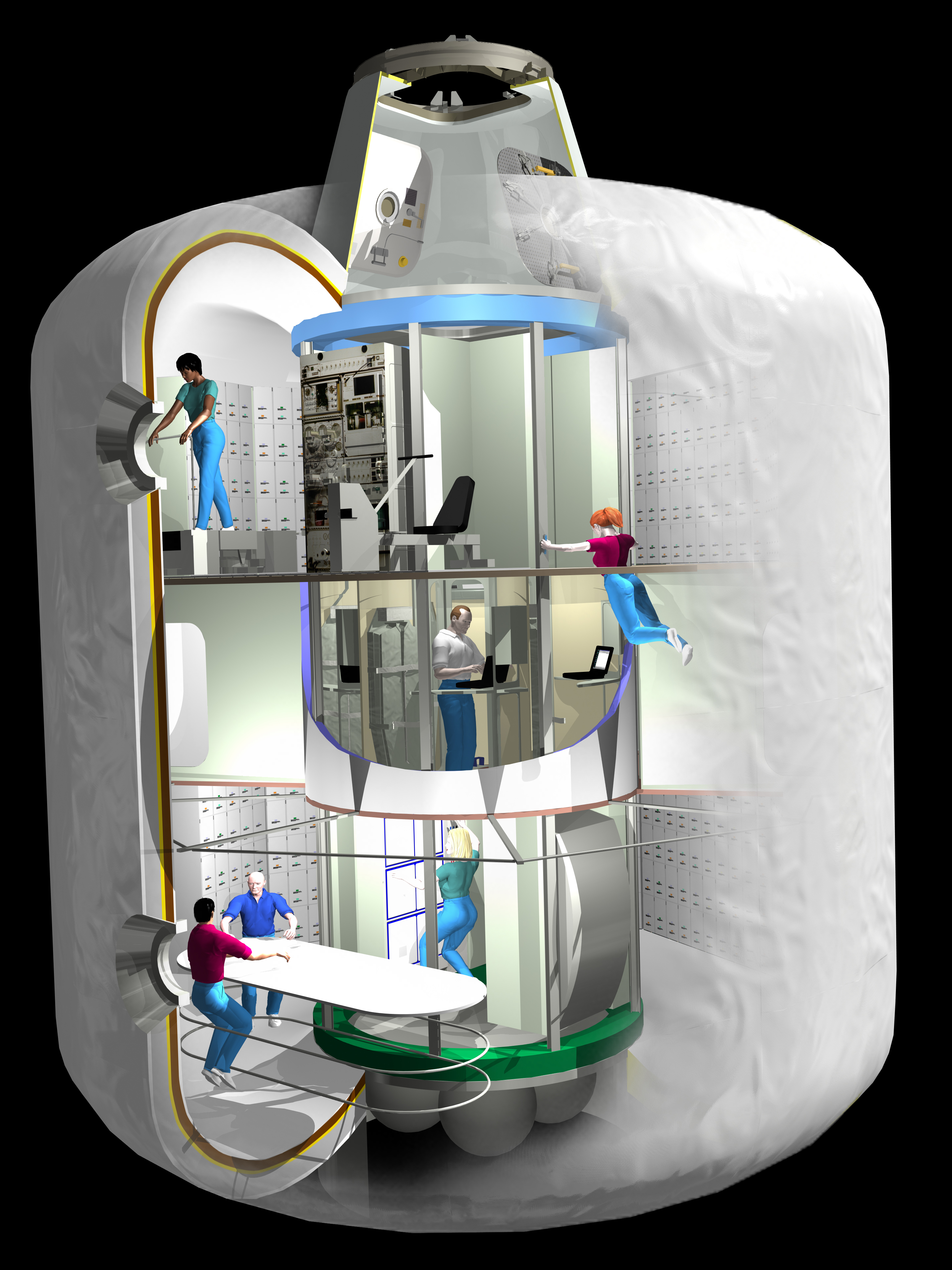
Corte del Transhab, en el que Bigelow Aerospace se ha basado para su proyecto.

Robert Bigelow ha invertido aproximadamente 75 millones de dólares entre 2000 y 2006, el 95% de la cual se ha producido entre 2002 y 2006. Espera que para el 2015 la inversión total haya ascendido a 500 millones. A pesar de constituir una inversión muy grande, se trata de mucho menos de lo que hubiera costado el programa de haber estado en manos públicas lo que, según ellos, es posible gracias a una buena gestión empresarial. 
Aunque los retos tecnológicos son muy grandes, la compañía asegura que los mayores obstáculos son políticos y legislativos.
Bigelow busca, sobre todo, minimizar los riesgos. Para ello adopta diversas medidas:
- escoge docenas de subcontratistas, a menudo más de dos para cada sistema, para poder elegir la mejor solución.
- la elección se suele hacer a partir de hardware existente en vez de estudios teóricos.
- en vez de confiar en las simulaciones por ordenador, la empresa hace un uso extensivo de los tests en tierra, probando los equipos hasta que se rompen. Posteriormente el material se prueba en el espacio.
- basa la fiabilidad final de su producto en haberlo hecho volar múltiples veces.

De momento los únicos ingresos que ha generado la empresa son los de los clientes que lanzaron objetos a bordo del Genesis II (programa "Fly your stuff").

## Secuencia
De momento Bigelow Aerospace ya ha lanzado con éxito los dos primeros prototipos de módulo inflable, los Genesis I y Genesis II. Debido a los buenos resultados obtenidos la compañía asegura que en estos momentos se han adelantado a sus objetivos y que de hecho es factible que su primera estación espacial esté lista antes del 2015.
La secuencia prevista de desarrollo es la siguiente:
| Tipo de módulo     | Nombre      | Fecha de lanzamiento          | Cohete      | Dimensiones           | Masa      | Tripulación máxima | Estado                         |
| ------------------ | ----------- | ----------------------------- | ----------- | --------------------- | --------- | ------------------ | ------------------------------ |
| Genesis Pathfinder | Genesis I   | 2 de julio de 2006 14:53 UTC  | Dnepr-1     | 4'4 x 2'54 m / 12 m³  | 1.360 kg  | 0                  | Éxito, sigue en funcionamiento |
| Genesis Pathfinder | Genesis II  | 28 de junio de 2007 15:02 UTC | Dnepr-1     | 4'4 x 2'54 m / 12 m³  | 1.360 kg  | 0                  | Éxito, sigue en funcionamiento |
| Galaxy             | Galaxy I    | Otoño de 2008                 | Desconocido | 4 x 3'3 m / 30 m³     | 3.000     | 0                  | Cancelado                      |
| Galaxy             | Galaxy II   | 2009                          | Desconocido | 4 x 3'3 m / 30 m³     | 3.000     | 0                  | Cancelado                      |
| Sundancer          | Desconocido | 2010-2012                     | Desconocido | 8'7 x 6'3 m / 180 m³  | 8.618 kg  | 3                  |                                |
| B330               | Desconocido | 2012-2014                     | Desconocido | 13'7 x 6'7 m / 330 m³ | 23.000 kg |                    |                                |

### Genesis Pathfinder
Los Genesis Pathfinder son los primeros prototipos de la serie que debe llevar a los módulos operativos. Tienen un tercio de la escala del B330.
Cada Genesis tiene un módulo presurizado de 12 m³, una pared de 6 pulgadas de espesor, ocho paneles solares y una ventana. Inicialmente se había previsto que el primer Genesis se lanzara en 2006 mediante un cohete Dnepr, pero los problemas que arrastraba el mismo produjeron un retraso que, eventualmente, llevó a Bigelow Aerospace a contratar los servicios del cohete Dnepr. Los lanzamientos se efectuaron desde el silo de misiles intercontinentales de Dombarovskiy (51ºN 58ºE), siendo los únicos objetos colocados en órbita desde este lugar.
El lanzamiento del Genesis I fue un éxito. El módulo quedó en una órbita aproximadamente circular, a unos 560 km de la superficie terrestre (suficientemente alta para no cayera de nuevo en varios años y permitir así probar el módulo por mucho tiempo) e inclinada 64º. El módulo, que plegado medía 44 × 16 dm, tardó 15 minutos en inflarse, manteniendo la presión y una temperatura interna de 26 °C. El módulo está equipado con una ventana y trece cámaras (6 externas y 7 internas). Se espera que el Genesis I se mantenga activo entre 3 y 13 años.
El Genesis II, lanzado también con un cohete Dnepr y a la misma órbita, es básicamente una copia del anterior aunque tiene más sensores (presión, temperatura, control de actitud y radiación), un total de veintidós cámaras, más capas de protección y un sistema de inflado con varios tanques (en vez de un solo tanque, como la Genesis I). En él la compañía ofertó la posibilidad de enviar en su interior objetos personales de particulares (programa "fly your stuff").

### Galaxy
Bigelow Aerospace había previsto inicialmente lanzar dos módulos de clase Guardian entre los Genesis y el Sundancer. El concepto fue reelaborado finalmente hasta renombrarse Galaxy. El Galaxy tenía previsto volar en el 2008. Era el doble de grande que sus predecesores y la mitad que el Sundancer.
Los Galaxy tenían como objetivo principal probar los sistemas de soporte vital (mantenimiento de una atmósfera respirable). Además, la configuración del módulo (espina central dura, estructura interna, paneles solares y sistema de control de actitud) sería más cercana a la configuración final de los Sundancer y B330.
Es probable que, finalmente, los Galaxy no se lleguen a lanzar debido al incremento de los precios de lanzamiento, unido a que los Genesis han funcionado perfectamente y que los Galaxy no suponen un avance tan significativo respecto a estos.

### Sundancer
El Sundancer es un módulo que no estuvo previsto en los planes iniciales de Bigelow Aerospace, que iban directamente de los prototipos a escala al diseño definitivo (Nautilus). Actualmente se prevé que se lance en el 2010 en un cohete Falcon 9, Zenit o Atlas V. Presenta importantes mejoras respecto a sus predecesores, como un tamaño muy superior (180 m³), sistemas de acoplamiento (uno ruso clásico y otro diseñado por la NASA, el Low Impact Docking System, que destaca por su bajo peso), la posibilidad de alojar a una tripulación de hasta 3 personas y un sistema de control de altitud capaz de realizar maniobras de cambio de órbita.
Está previsto que se lance a una órbita terrestre baja, pero suficientemente alta como para que esta no decaiga en varios años. Si una nave es incapaz de alcanzar su altura, el Sundancer es capaz de bajar para encontrarse con ella.

### B330
El B300 (acrónimo de "Bigelow Aerospace 330 m³") será el último prototipo de Bigelow Aerospace. En sus primeras etapas de diseño este prototipo fue llamado Nautilus, aunque no está claro en qué se diferencia exactamente el B330 del Nautilus.
El sistema de control ECS iba a ser proveído por la europea EADS Astrium, con un coste muy inferior al que se podía conseguir en los Estados Unidos. El sistema elimina el dióxido de carbono con aminas sólidas. La presión (del Nautilus) se va a mantenerse a 0'7 atmósferas.
Las paredes están fabricadas con múltiples capas. En el interior existen unas capas de plástico que tienen el objetivo de mantener la presión y la forma del módulo. Las capas exteriores estarán fabricadas con materiales muy resistentes como el Kevlar y el Vectran, alternados con gomaespuma. En total el escudo suma unos 4 dm de espesor. Según Bigelow, el escudo tiene la misma capacidad de frenado que uno convencional de aluminio de 12 cm de espesor, lo que hace que los módulos sean incluso más resistentes a impactos de basura espacial y meteoritos que los convencionales.
El coste de cada B330 se estima en 100 millones de dólares.
Está previsto que el B330 se acople al Sundancer y a un módulo de propulsión para dar lugar a la primera estación espacial privada.

### Módulo de actividad ampliable de Bigelow

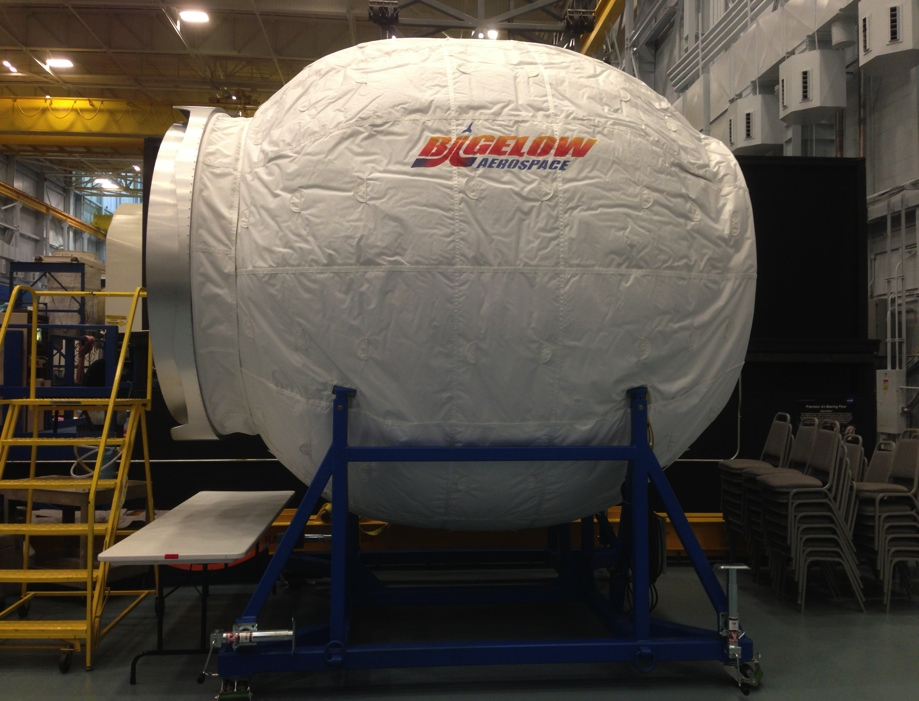
Maqueta a tamaño real de BEAM en JSC

Es un módulo experimental ampliable para la Estación Espacial Internacional está siendo desarrollado por Bigelow Aerospace, bajo contrato con NASA.

## Perspectivas de comercialización
Con posterioridad Bigelow Aerospace pretende construir una estación espacial formada por módulos B330. Esta estación recibiría el nombre de Commercial Space Station Skywalker (abreviada comúnmente a CSS Skywalker). Bigelow Aerospace espera que los primeros billetes a sus estaciones espaciales cuesten 7'9 millones de dólares, un precio considerablemente inferior a los 30 que se están cobrando a los turistas que acceden a la Estación Espacial Internacional. A este precio se espera que la estación tenga unos treinta visitantes por año. 

## America Space Prize
Debido a que Bigelow Aerospace no construye naves surge la cuestión de cómo van a acceder los turistas a la estación. Bigelow esperaba que el desarrollo de naves espaciales privadas fuera más rápido de lo que ha sido en realidad, gracias a iniciativas como el Ansari X-Prize. Sin embargo, la lentitud de los avances en este campo unido a los rápidos progresos de Bigelow Aerospace ha hecho que no exista en este momento transporte privado al espacio. De momento parece que Bigelow Aerospace intentará comprar naves rusas Soyuz. Mientras tanto, con el objetivo de acelerar la aparición de ese transporte orbital privado, Robert Bigelow ha lanzado un premio similar al X Prize llamado America Space Prize cuyas reglas son las siguientes:
- El equipo o empresa ganador (si lo hay) obtendrá 50 millones de dólares.
- La nave debe alcanzar una altitud mínima de 400 km.
- La nave debe completar al menos dos revoluciones enteras a la Tierra.
- La nave debe llevar al menos 5 personas a bordo.
- La nave debe acoplarse (o demostrar ser capaz de ello) a un módulo de Bigelow Aerospace y ser capaz de permanecer acoplada al menos seis meses.
- La nave debe realizar con éxito dos misiones consecutivas en menos de 60 días.
- El equipo o empresa debe estar sujeto a las regulaciones estatales.
- El equipo o empresa debe tener su sede y su actividad principal en los Estados Unidos.
- El peso en seco no reutilizable no debe ser superior al 20%.
- El equipo o empresa no aceptará ningún tipo de contrato o subvención estatal. El uso de instalaciones gubernamentales para pruebas sí estará permitido.
- El premio expira el 10 de enero de 2010.